# Большой Лебовски (саундтрек)
The Big Lebowski: Original Motion Picture Soundtrack — саундтрек к фильму Большой Лебовски, выпущенный в 1998 году.

## Об альбоме
Написанием оригинального музыкального ряда занимался композитор Картер Бёруэлл, участник почти всех фильмов Коэнов. Во время создания сценария братья уже держали в голове несколько песен: «Just Dropped In (to See What Condition My Condition Was in)» Кенни Роджерса, кавер-версию «Hotel California» от Gipsy Kings и некоторые песни Creedence Clearwater Revival. Остальную музыку для саундтрека они попросили подобрать Ти-Боуна Бёрнэта. Требовались песни разных жанров, написанные в разных периодах развития музыкальной индустрии, по словам Джоэла, «Ти-Боун настоял на такой экзотике как Има Сумак и Генри Манчини».
Бёрнэту пришлось договариваться о защите авторских прав на песни Кенни Роджерса, Капитана Бифхарта, Gipsy Kings, Moondog и довольно-таки малоизвестной баллады Боба Дилана «The Man in Me». Особенно тяжело шли переговоры за право использования песни Таунса ван Зандта «Dead Flowers», играющей во время финальных титров — бывший менеджер Rolling Stones Аллен Кляйн, обладающий правами, запросил 150 тысяч долларов. Бёрнэт пригласил Кляйна на просмотр черновых материалов фильма, и тому они настолько понравились, что в итоге он согласился отдать песню за менее круглую сумму.

## Список композиций
1. «The Man in Me» — автор-исполнитель Боб Дилан.
2. «Her Eyes Are a Blue Million Miles» — автор-исполнитель Капитан Бифхарт.
3. «My Mood Swings» — авторы Элвис Костелло и Кейт О'Риордан; исполнитель Костелло.
4. «Ataypura» — автор Мойзес Виванко; исполнительница Има Сумак.
5. «Traffic Boom» — автор-исполнитель Пьеро Пиччони.
6. «I Got It Bad & That Ain’t Good» — авторы Дюк Эллингтон и Пол Френсис Уэбстер; исполнительница Нина Симон.
7. «Stamping Ground» — автор Льюис Т. Хардин; исполнитель Moondog в сопровождении симфонического оркестра.
8. «Just Dropped In (To See What Condition My Condition Was In)» — автор Микки Ньюбари; исполнение Кенни Роджерс и The First Edition.
9. «Walking Song» — автор-исполнитель Мередит Монк.
10. «Glück das mir verblieb» из оперы Die tote Stadt — автор и дирижёр Эрих Вольфганг Корнгольд; исполнители Илона Штейнгрубер и Антон Дермота в сопровождении австрийского симфонического оркестра.
11. «Lujon» — автор-исполнитель Генри Манчини.
12. «Hotel California» — авторы Дон Хенли, Гленн Фрай и Дон Фельдер; исполнение Gipsy Kings.
13. «Technopop (Wie Glauben)» — автор-исполнитель Картер Бёруэлл.
14. «Dead Flowers» — авторы Мик Джаггер и Кит Ричардс; исполнитель Таунс ван Зандт.

## Прочие композиции из фильма
Список композиций, прозвучавших в фильме и не попавших в саундтрек-альбом
- «Tumbling Tumbleweeds» — автор Боб Нолан; исполнение — The Sons of the Pioneers.
- «Реквием: Интроит и слёзный день» — композитор Вольфганг Амадей Моцарт; исполнение — Словацкий филармонический оркестр и хор.
- «Run Through the Jungle» — автор Джон Фогерти; исполнение — Creedence Clearwater Revival.
- «Lookin' Out My Back Door» — автор Джон Фогерти; исполнение — Creedence Clearwater Revival.
- «Behave Yourself» — авторы Букер Ти Джонс, Стив Кроппер, Эл Джексон младший и Льюи Штейнберг; исполнение — Booker T. & the MG's.
- «I Hate You» — авторы Гэри Бюргер, Дэвид Хавличек, Роджер Джонстон, Томас Е. Шоу и Ларри Спэнглер; исполнение — The Monks.
- «Гном» из «Картинок с выставки» — композитор Модест Мусоргский; оркестровка — Морис Равель.
- «Mucha Muchacha» — автор-исполнитель Хуан Гарсия Эскивель.
- «Piacere Sequence» — автор-исполнитель Тео Узуэлли.
- «Standing on the Corner» — автор Франк Лоэссер; исполнитель Дин Мартин.
- «Tammy» — авторы Джей Ливингстон и Рэй Эванс; исполнительница Дебби Рейнольдс.
- «Песни китов».
- «Oye Como Va» — автор Тито Пуэнте; исполнитель Карлос Сантана.
- «Peaceful Easy Feeling» — автор Джек Тэмпчин; исполнение — Eagles.
- «Branded Theme Song» — авторы Алан Элч и Доминик Фронтьер.
- «Viva Las Vegas» — авторы Док Помус и Морт Шуман; исполнители Биг Джонсон (совместно с Банни Лебовски) и Шон Колвин.
- «Dick on a Case» — автор-исполнитель Картер Бёруэлл.